# Federal Register
Das Federal Register (deutsch „Bundesregister“, kurz FR oder auch Fed. Reg.) ist das Amtsblatt der Bundesregierung der Vereinigten Staaten von Amerika. Hier veröffentlichen Bundesbehörden Verwaltungsvorschriften, vorgeschlagene Verwaltungsvorschriften und Bekanntmachungen. Das FR wird mit Ausnahme der Feiertage des Bundes täglich veröffentlicht. Die im FR veröffentlichten Final Rules werden schließlich als Gesetzessammlung im jährlich aktualisierten Code of Federal Regulations (CFR) zusammengefasst und als kodifiziertes Recht veröffentlicht.
Das FR wird durch das Office of the Federal Register im Rahmen der National Archives and Records Administration zusammengestellt und durch das Government Printing Office gedruckt. Die Veröffentlichungen unterliegen als Arbeiten der US-Regierung keinem einheimischen Urheberrecht. Die übliche Zitierweise ist [Ausgabe] FR [Seitennummer] ([Datum]), beispielsweise also 65 FR 741 (Jan. 6, 2000).

## Inhalte
Das FR ist der offizielle Kanal, mit dem die Regierung Änderungen von Anforderungen, Regelungen und Verordnungen mitteilt. Der im Administrative Procedure Act festgelegte Mitteilungs- und Kommentierungsprozess ermöglicht es den Bürgern, sich an der Gestaltung der Verordnungen (Rules, Final Rules usw.) zu beteiligen. Die Veröffentlichung im FR stellt eine Constructive Notice dar, die Inhalte sind gerichtliche Feststellungen (Judicial Notice).
Das FR ist die wichtigste Veröffentlichung von US-Bundesbehörden für
- Vorgeschlagene „Rules“ und Verordnungen (proposed rules)
- Final rules
- Änderungen an bestehenden Rules
- Ankündigungen von Meetings und Schiedsverfahren adjudicatory proceedings
- Präsidiale Dokumente einschließlich Executive Orders, Proclamations and Administrative Orders.

Sowohl Proposed Rules als auch Final Rules werden im FR veröffentlicht. Eine Anzeige zur vorgeschlagenen Verordnungserstellung (Notice of Proposed Rulemaking, NPRM) bittet um öffentliche Beiträge und Kommentare zu vorgeschlagenen Verordnungen und meldet sämtliche öffentlichen Sitzungen, wo die vorgeschlagene Verordnung diskutiert wird. Die vorgetragenen Kommentare werden durch die herausgebende Behörde berücksichtigt und der Text einer Final Rule (der abschließenden Verordnung) wird zusammen mit der Diskussion der Kommentare im FR veröffentlicht. Jede Behörde, die Verordnungen im FR vorschlägt, muss die Bevölkerung mit Kontaktinformationen für Personen und Organisationen angeben, die Kommentare zu Proposed Rules oder Interim Final Rules (gültige Verordnungen, für die noch Änderungsvorschläge gemacht werden können) machen möchten.
Das United States Government Manual wird als Sonderausgabe im FR veröffentlicht. Der Schwerpunkt dieser Veröffentlichung liegt in Programmen und Aktivitäten.

## Format
Jede gedruckte Tagesausgabe des FR wird in vier Abschnitte unterteilt:
- Präsidiale Dokumente (Executive Orders und Präsidiale Veröffentlichungen)
- Rules und Verordnungen (einschließlich Richtungsdokumenten und Interpretationen der Rules durch Bundesbehörden)
- Proposed Rules (einschließlich Petitionen der Öffentlichkeit an Behörden)
- Benachrichtigungen (geplante öffentliche Hearings oder Versammlungen)

Die im FR erstveröffentlichten Final Rules werden schließlich nach Thema oder übergeordnetem Thema organisiert im jährlich aktualisierten Code of Federal Regulations (CFR) zusammengefasst und damit zu einer Rechtsquelle.

## Verfügbarkeit
Aktuelle und ältere Ausgaben des FR können über das Government Printing Office bezogen werden. Ein Abonnement kann mit einem Vordruck in jedem FR bestellt werden. 2014 kostete ein Jahresabonnement 929 USD. Individuelle Ausgaben kosten in Abhängigkeit von der Seitenzahl zwischen 11 und 33 USD. Praktisch jede juristische Fachbibliothek mit Affiliation zur American Bar Association hat einen Satz der Zeitschrift zur Verfügung. Daneben auch alle Federal Depository Libraries.

### Kostenfreier Zugang
Seit 1994 ist der FR online verfügbar. Federal Depository Libraries in den USA erhalten Kopien des Textes entweder in Papierform oder als Mikrofiche. Einige große Bibliotheken außerhalb der USA führen den FR auch in ihren Beständen.
Als Teil der E-Government eRulemaking Initiative wurde 2003 die Webseite Regulations.gov eingeführt, um einen einfachen Zugriff durch die Öffentlichkeit auf die Dokumente und Projekte der Behörden zu ermöglichen. Dort wurde auch ein FR-Dokument veröffentlicht. Interessierte Kreise können also über Regulations.gov auf den gesamten Schriftverkehr zu Gestaltung von behördlichen Verordnungen zugreifen und auch online kommentieren. Um die Behörden in der Verwaltung dieser Möglichkeiten zu unterstützen, wurde 2005 zusätzlich noch das United States Government Printing Office, Federal Docket Management System (FDMS) eingeführt. Es repräsentiert die Behördenseite von Regulations.gov.
Im April 2009 wurde eine frei zugängliche und mit Suchfunktionalitäten ausgestattete Webseite für Artikel des Federal Register ab 1996 bis zur Gegenwart eingeführt.

## Geschichte
Das Publikationssystem des FR wurde am 26. Juli 1935 mit dem Federal Register Act begründet.
Die erste Ausgabe des FR wurde am 16. März 1936 veröffentlicht. 1946 stiegen durch den Administrative Procedure Act die Veröffentlichungsanforderungen an Behörden, so dass sie mehr ihrer Verordnungen im FR veröffentlichen mussten.
Am 11. März 2014 wurde durch Darrell Issa der Federal Register Modernization Act (H.R. 4195; 113th Congress) (~Aktualisierungsgesetz für den Federal Register) im Parlament als Gesetzesvorlage eingebracht. Das Gesetz zielt darauf ab, die Veröffentlichung des FR primär elektronisch durchzuführen und die Papierform kostenpflichtig zu machen. Dieser Vorschlag wurde von der American Association of Law Libraries (AALL) vehement abgelehnt, da durch diesen Vorschlag das Recht der Bürger auf Information erschwert würde und die Dokumente so schwieriger zu finden seinen. Nach Angaben der AALL habe eine Umfrage ergeben, dass Mitglieder der Öffentlichkeit, Bibliothekare, Forscher, Studenten, Rechtsanwälte und Kleinunternehmen auf die gedruckte Version angewiesen seien. Darüber hinaus würde die Aufgabe der gedruckten Version den 15 % der US-Amerikaner, die kein Internet verwendeten, den Zugang zu dem Material unmöglich machen. Im Parlament wurde über die Gesetzesinitiative am 14. Juli 2014 abgestimmt und das Gesetz mit 386 zu 0 Stimmen angenommen.